# Damien Jalet
Damien Jalet (* 17. August 1976 in Ukkel in Belgien) ist ein belgisch-französischer Tänzer, Choreograf und Regisseur.
Jalet arbeitet in den Grenzbereichen von Tanz, Theater, bildender Kunst, Performance, Mode und Musik. Seine Werke sind häufig inspiriert von Mythen und Ritualen.
Als Choreograf arbeitete er für u. a. für Eastman, die Chunky Move Dance Company, die Icelandic Dance Company sowie für Akram Khan, Erna Ómarsdóttir und Sasha Waltz.

## Leben
Jalet studierte zunächst Schauspiel am National Institute of the Performing Arts, Brüssel (NSAS) und schloss dann eine Ausbildung in Modern Dance in Brüssel und in New York an. Außerdem belegte er Kurse in Musikethnologie bei Giovanna Marini an der Universität Paris.
Seine Karriere beim Ballett begann er 1998 bei Wim Vandekeybus in dem Stück „The Day of Heaven and Hell“, das am 16. Oktober in Brüssel im Koninklijke Jacht-Gebäude uraufgeführt wurde.
2000 begann seine intensive Zusammenarbeit mit Sidi Larbi Cherkaoui und Les Ballets C de la B. Mit ihrer ersten gemeinsam Produktion „Rien de Rien“ gingen sie auf Europatournee. „Rien de Rien“ gewann 2001 den „Special Prize“ beim BITEF-Festival in Belgrad und 2002 den „Nijinsky Award“
in Monte Carlo.
Zu einer ersten Begegnung zwischen Jalet, Cherkaoui und Marina Abramović kam es 2004 in Rom anlässlich der Performance von Abramovićs „The Biography Remix“ im Teatro Palladium, aber erst 2013 realisierte sich in Paris eine gemeinsamen Zusammenarbeit in der Inszenierung des Boléro von Maurice Ravel am Palais Garnier. Jalet und Cherkaoui schrieben die Choreografie, Abramovic entwarf das Bühnenbild, die Kostüme der Tänzer sind Kreationen von Riccardo Tisci, dem ehemaligen Creative-Director bei Givenchy.
Ebenfalls 2013 inszenierte er im Louvre die Performance „Les médusés“, an der 30 Künstler, darunter 12 Tänzer der Compagnie Eastman beteiligt waren und die von 18.000 Besuchern gesehen wurde.
2017 choreografierte er die Tanzszenen in Luca Guadagninos Film Suspiria.
Im folgenden Jahr inszenierte er zusammen mit Sidi Larbi Cherkaoui in Antwerpen zum ersten Mal eine Oper. Für seine Inszenierung von Pelléas et Mélisande mit Alejo Pérez am Dirigentenpult entwarfen Abramović das Bühnenbild und Iris van Herpen die Kostüme. Die Videos für die Inszenierung drehte Marco Brambilla.
2019 choreografierte Jalet den Kurzfilm Anima von Paul Thomas Anderson mit Thom Yorke in der Hauptrolle und der Musik aus Yorkes gleichnamigem Soloalbum. Im gleichen Jahr zeichnete er für die Choreografie von Madonnas Madame X tour verantwortlich.
Im Jahr 2020 erarbeitete er eine Choreografie für Jun Takahashis FW21 Undercover Runway Show, inspiriert von Akira Kurosawas "Throne of Blood".

## Preise und Auszeichnungen
- 2002: Nijinsky Award für „Rien de rien“
- 2011: Laurence Olivier Award mit Sidi Larbi Cherkaoui für Babel (words)
- 2011: Benois de la danse (Russland) mit Sidi Larbi Cherkaoui für Babel (words)
- 2013: Chevalier des Ordre des Arts et des Lettres
- 2014: United Humans Award, mit Sidi Larbi Cherkaoui[10]
- 2015: Damien Jalet und Nawa Kohei, artists in residence 'en duo', Villa Kujoyama, Kyoto[11]
- 2017: Deutscher Theaterpreis 'Der Faust' (Nominierung), für Thr(o)ugh[12]